# Dubová hora (Ralská pahorkatina)
Dubová hora (321 m n. m.), nebo též Dubový vrch, je vrch v okrese Česká Lípa Libereckého kraje, ležící asi 3,5 km východoseverovýchodně od vesnice Břehyně na katastrálním území Kuřívody. Před ustoupením bývalému vojenskému prostoru Ralsko stávala poblíž osada Strážov.

## Název
Vrchol se na vojenské topografické mapě vydané v 60. letech 20. století nazývá Nad Strážovem.

## Popis

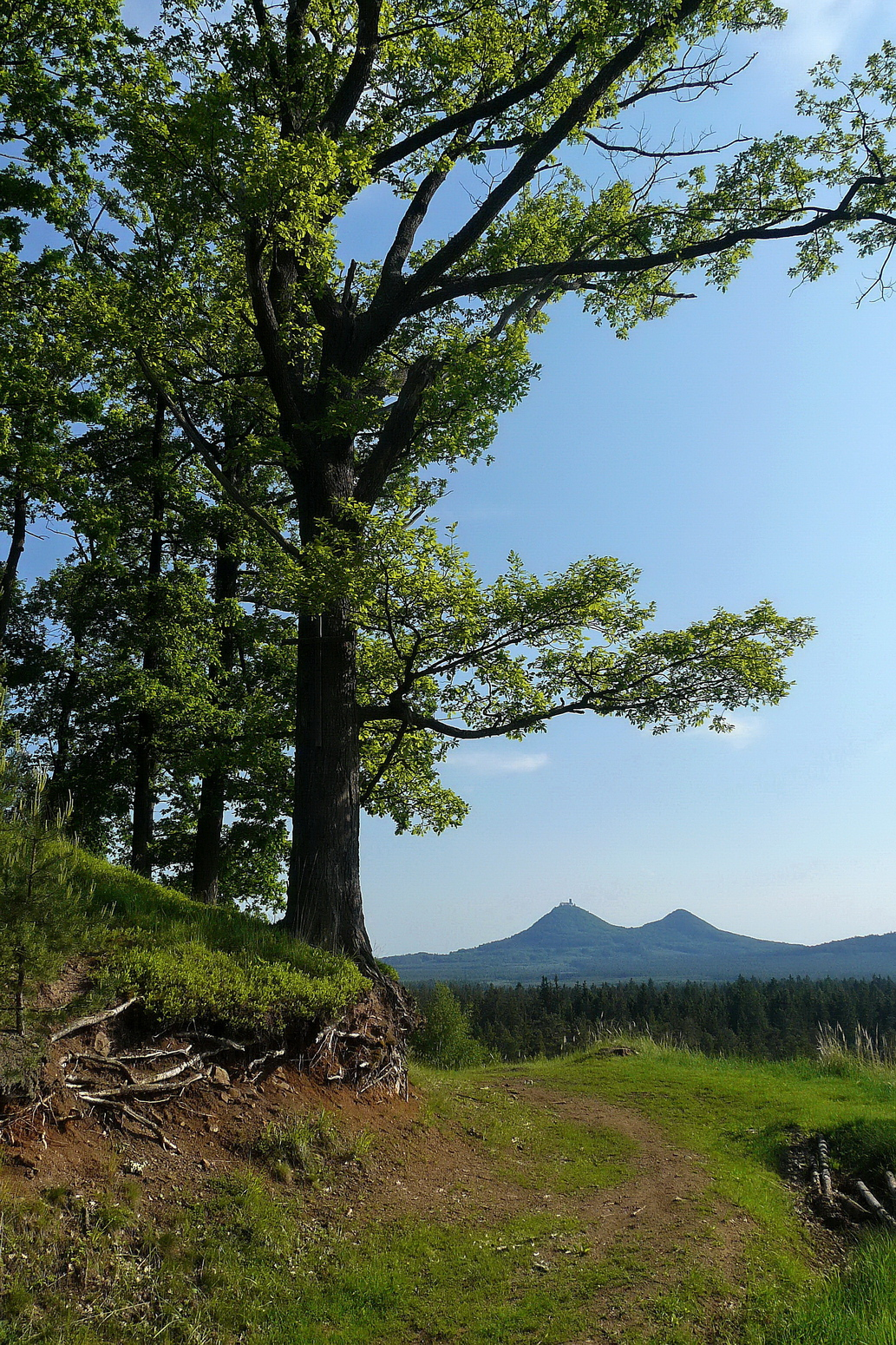
Souvrší Bezdězů z Dubové hory

Z různých míst na vrcholu jsou výhledy na velkou část Dokeské pahorkatiny, na blízké dvouvrší Velká (474 m) a Malá Buková (432 m), Břehyňský rybník či oba vrcholy Bezdězu. V blízkém okolí se nalézají menší pískovcové ochozy (např. Tavaliny) a věže (např. Kocábova věž), a také další podobný vrch s podobnou výškou – Zlatý vrch (323 m n. m.).

## Geomorfologické zařazení
Vrch náleží do celku Ralská pahorkatina, podcelku Dokeská pahorkatina, okrsku Jestřebská kotlina a podokrsku Strážovská rovina, jehož je nejvyšším bodem.

## Přístup
Nejblíže je možno zanechat automobil v místě prudké zatáčky u křižovatky silnice II/270 (Doksy – Mimoň) se Strážovskou cestou. Po této cestě je třeba pokračovat pěšky či na kole. Vrch leží mezi Strážovskou cestou vedoucí na severním okraji NPR Břehyně – Pecopala a modrou turistickou značkou veduucí z Hradčan do Bezdězu.